# Deng Linlin
Deng Linlin (chiń. upr. 邓琳琳; chiń. trad. 鄧琳琳; pinyin Dēng Línlín; ur. 21 kwietnia 1992 w Fuyang) – chińska gimnastyczka, złota medalistka olimpijska z Pekinu, mistrzyni świata.
Największym sukcesem zawodniczki jest złoty medal mistrzostw świata w Londynie w konkurencji ćwiczeń na równoważni, złoty medal olimpijski z Pekinu w drużynowym wieloboju oraz olimpijskie złoto z Londynu w ćwiczeniach na równoważni.

## Osiągnięcia
| Rok  | Zawody               | Miasto    | Miejsce | Konkurencja             | Punktacja |
| ---- | -------------------- | --------- | ------- | ----------------------- | --------- |
| 2008 | Igrzyska olimpijskie | Pekin     | 1       | Wielobój drużynowo      | 188.900   |
| 2009 | Mistrzostwa świata   | Londyn    | 1       | Ćwiczenia na równoważni | 15.000    |
| 2010 | Mistrzostwa świata   | Rotterdam | 3       | Wielobój drużynowo      | 174.781   |
| 2010 | Mistrzostwa świata   | Rotterdam | 2       | Ćwiczenia na równoważni | 15.233    |
| 2012 | Igrzyska olimpijskie | Londyn    | 1       | Ćwiczenia na równoważni | 15.600    |